# Porthania

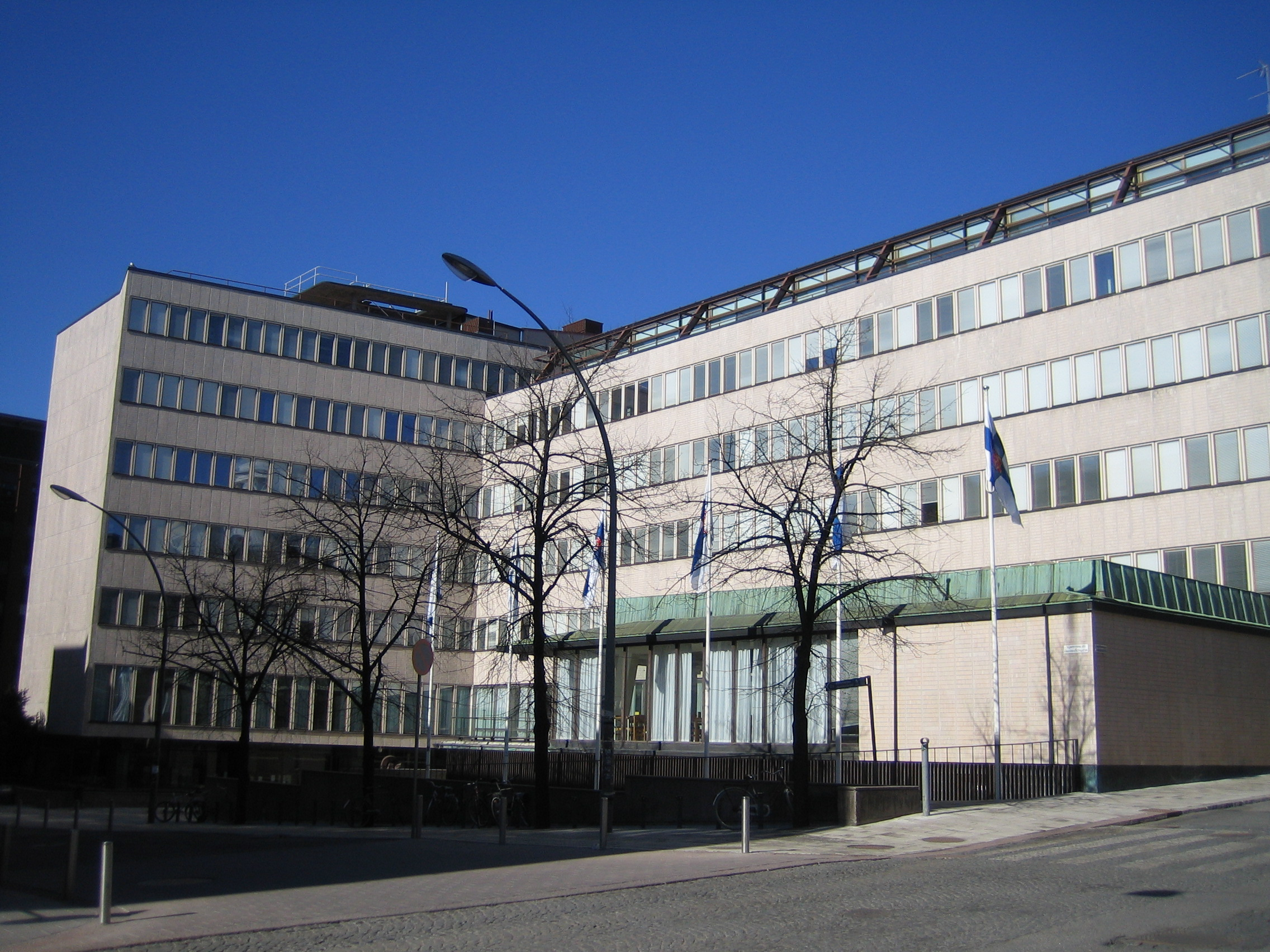
Porthania (2007)

Das Porthania ist als Teil des in der Innenstadt von Helsinki im Stadtteil Kluuvi gelegenen Campus ein Gebäude der Universität Helsinki. Das nach Henrik Gabriel Porthan benannte Gebäude wird heute hauptsächlich von der juristischen Fakultät der Hochschule genutzt. Das vom Architekten Aarne Ervi entworfene Gebäude gilt als eines der bemerkenswertesten modernistischen Gebäude der 1950er Jahre im Stadtzentrum von Helsinki. 

## Geschichte und Hintergrund
Nach dem finnischen Bürgerkrieg wuchsen die Studentenzahlen an der Universität Helsinki rasant an, in der Folge musste die Universität expandieren und baute eine Reihe von großen Fachbereichs- und Institutsgebäuden im Zentrum von Helsinki. Bereits in den 1920er Jahren gab es Pläne für den Bau neuer Gebäude auf dem heutigen Standort des Porthania, auf dem sich seinerzeit Holzgebäude befanden. Der Architekt Armas Lindgren entwarf im neoklassizistischen Stil Pläne für ein Institutsgebäude, das auf moderne Weise Lehreinrichtungen mit sozialen Einrichtungen für die Studenten verbinden sollte. Allerdings wurde zwischen 1927 und 1931 nur der als nordöstlicher Flügel des Gebäudes vorgesehene Teil an der Fabianinkatu realisiert, der heute die Zahnmedizinische Fakultät beherbergt.
Nachdem zunächst andere Bauvorhaben priorisiert und anschließend aufgrund des Zweiten Weltkriegs alle Bautätigkeiten eingestellt worden waren, wurde 1949 aufgrund des Ergebnisses eines Universitätsausschusses, der die Notwendigkeit zum Bau des Institutsgebäudes, das zudem einen Teil der unter Platzmangel leidenden Universitätsbibliothek aufnehmen sollte, festgestellt hatte, ein Architekturwettbewerb ausgeschrieben. Nachdem zunächst kein Gewinner festgestellt worden war, wurden die besten Beiträge ausgewählt und nach der Möglichkeit zur Anpassung nochmals ausgewertet. Hieraus ging der Beitrag von Ervi, der einen in der ersten Runde gemeinsam mit Ola Hansson eingereichten Beitrag weiterentwickelt hatte, als Sieger hervor.
Nach der Grundsteinlegung 1950 erfolgten die Bauarbeiten bis zur Fertigstellung 1957. Dabei wurden erstmals für ein größeres Gebäude in Finnland Betonfertigteile genutzt. Neben dem Gebäude, das teilweise erkennen lässt, dass Ervi vormals als Assistent Alvar Aaltos tätig gewesen war, entwarf er auch die Inneneinrichtung. 
Das Porthania umfasste fünf große Auditorien und zehn kleinere Hörsäle sowie Einrichtungen für Fachbereiche, die ausgehend von einer zentralen, zweistöckigen Halle erreichbar sind. Der größte Hörsaal bietet ca. 650 Studenten Platz und ist damit einer der größten der Universität. Die Seminarbibliothek ist unterirdisch mit der Universitätsbibliothek im Nachbargebäude verbunden. Als zentrale soziale Einrichtungen gibt es Café und eine Mensa mit Glaswänden, die einen Blick auf die Eingangslobby sowie die außen vorbeilaufende Yliopistonkatu erlauben.
2006 wurde das Gebäude grundlegend renoviert, dabei wurden teilweise neue Verbindungen zu den Nachbargebäuden geschaffen. Die Renovierung wurde mit der Europa-Nostra-Medaille der Europäischen Union in der Reihe Baukulturerbe ausgezeichnet.
Das Porthania wurde von docomomo in die Liste der finnischen Baudenkmäler der Moderne aufgenommen.